# Limira

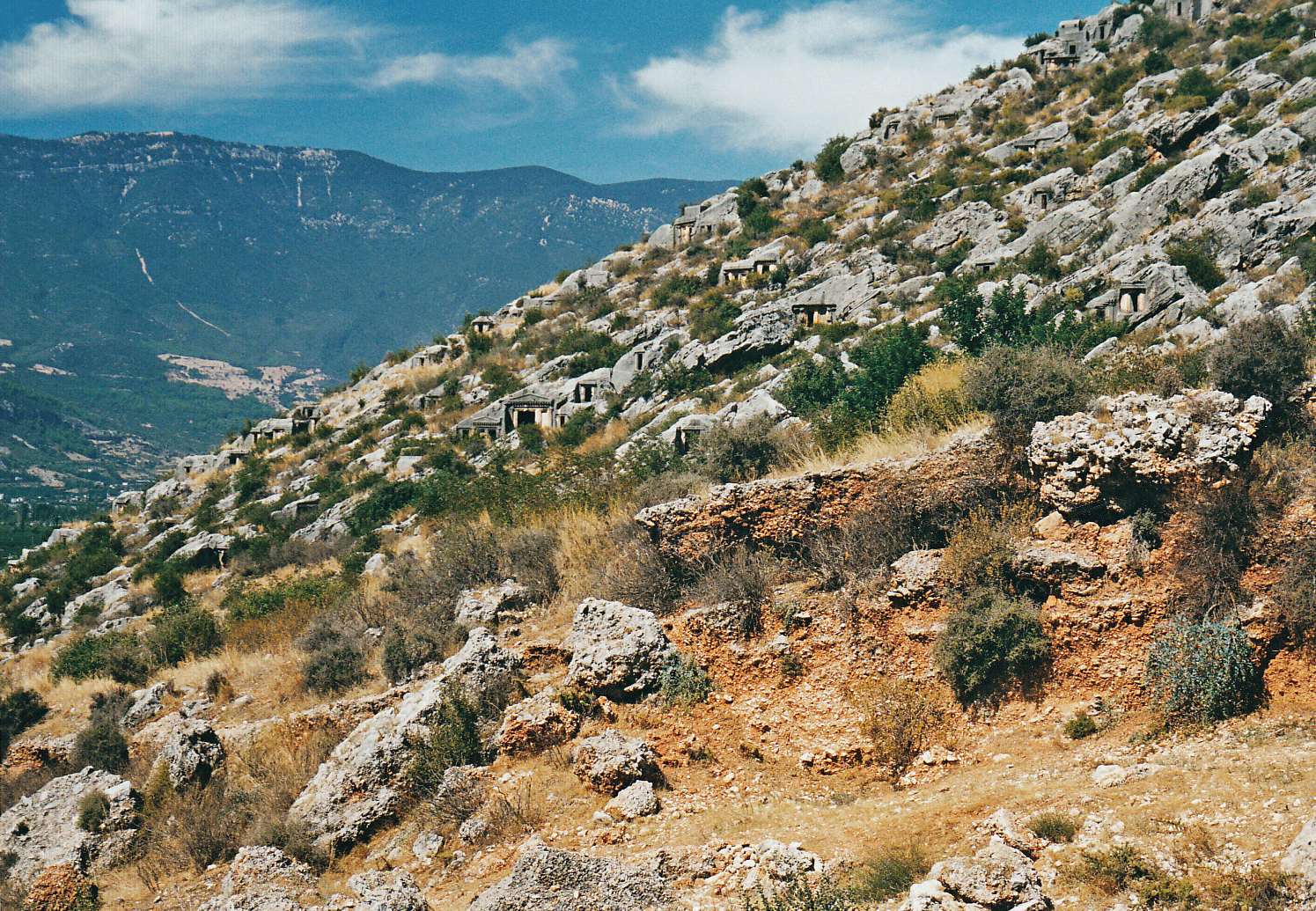
Necropoli rupestre

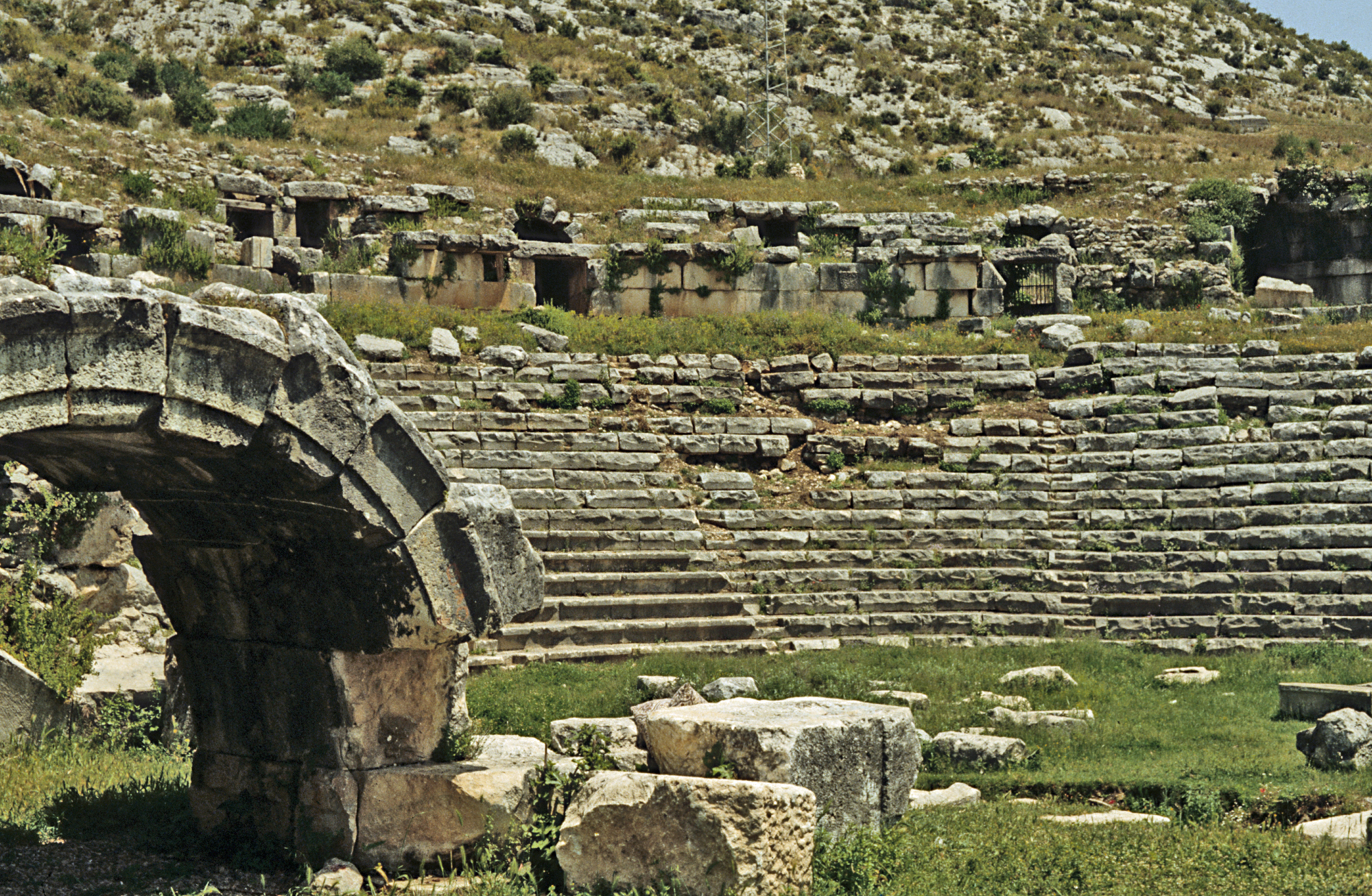
Teatro

Limira (in greco antico: Λίμυρα?, Limyra, in licio Zemuri) era una piccola città dell'antichità nella Licia sulla costa meridionale dell'Asia Minore vicino al fiume Limyrus a 3,7 km dalla sua foce. È menzionata da Strabone (XIV, 666), Tolomeo (V, 3, 6) e altri autori latini. Ivi morì Gaio Cesare, il figlio adottivo di Augusto..

## Storia
Sulla storia della città è stato tramandato pochissimo.
I primi reperti del sito (ceramiche tardogeometriche) risalgono alla fine dell'VIII secolo a.C., ma non consentono alcuna conclusione sulla struttura e l'estensione dell'insediamento di cui testimoniano l'esistenza. A Limira ci sono anche poche informazioni disponibili su periodo arcaico e sul primo periodo classico antico. Tuttavia, nel V secolo a.C. Zemuri fu la zecca della dinastia dei Kuprlli  di Xanthos, e si pensa che essa abbia occupato una posizione significativa all'interno della gerarchia degli insediamenti regionali.
La città fiorì nel periodo classico, quando divenne la residenza di una nascente dinastia della Licia orientale. Il szo protagonista, il dinasta Perikle, cambiò il panorama politico della regione. È possibile che nella prima metà del IV secolo a.C. l'intraprendente generale avesse sconfitto la dinastia di Xanthos e dominasse brevemente la Licia e le aree adiacenti nel nord e nell'est. Questo spostamento di relazioni di potere avvenne probabilmente contro la volontà dei signori persiani, così che nella ricerca storica Perikle è collegato alla cosiddetta rivolta dei satrapi con la partecipazione dei Lici. Nel prosieguo del periodo classico, la città mantenne la sua importanza, come testimonia la morte di Gaio Cesare, figlio adottivo di Augusto, avvenuta nella città il 4 d.C.. Importanti lavori urbanistici (vedi sotto) testimoniano della ricchezza della città anche nel periodo imperiale.

## Descrizione
Le rovine dell'antica città di Limira si trovano circa 5,25 km a est della città di Finike in passato Fineka (in antichità il porto fenicio di Phoenicus), la quale durante l'impero ottomano apparteneva al sangiaccato ottomano di Antalia nel vilayet di Konya. 
Nel tardo periodo dinastico, a Limira fu realizzato un vasto programma di costruzioni, nel corso del quale furono costruiti un anello di mura comprendente 25 ettari e una fortificazione della collina. Due alte torri simili a bergfried torreggiavano sopra questa cittadella. Esse dovevano probabilmente sottolineare il potere e l'importanza dei loro costruttori. In quel periodo nacque anche l'Heroon monumentale della dinastia licia orientale.
In questa costruzione a podio anfiprostilo, le cui sale anteriori erano sostenute da cariatidi e le cui pareti laterali erano decorate con fregi a tema militare, la mescolanza della tradizione edilizia locale con l'influenza greca diventa chiara. Altre tombe monumentali probabilmente servivano da luoghi di sepoltura di una classe superiore aristocratica. Di particolare rilievo è la tomba a due piani di xntabura, la cui decorazione a rilievo include non solo una scena sacrificale ma anche un'apocalisse e una scena comica, temi centrali dell'iconografia classica licia. Le vaste necropoli, in cui sono stati conservati numerosi rilievi e iscrizioni in  lingua e scrittura licia, fiancheggiavano l'insediamento formando così un grande insieme di tombe rupestri licie. Particolarmente impressionante è la necropoli I, costruita all'ingresso della valle dell'Arykandos in una imponente parete rocciosa. Una semplice tomba rupestre nel cimitero Xuwata nella Necropoli II è decorata con un rilievo raffigurante un duello basato sul famoso scudo di Atena Parthenos di Fidia. In un'altra tomba, Tebursseli viene raffigurato come eroe vittorioso, mentre sconfigge con il suo re Pericles i generali Arttumpara nella valle dello Xanto. Presso la doppia tomba di Artimas nella necropoli V, una delle poche iscrizioni aramaiche dell'Asia Minore testimonia le connessioni tra Licia e le regioni centrali dell'impero achemenide. 
Dall'inventario dei monumenti del periodo classico di Limira si può dedurre un pronunciato filellenismo della direzione politica del periodo dinastico: la semantica della cultura licia di questo periodo, tuttavia, era in gran parte determinata dall'appartenenza a un mondo orientale. Il dominio indipendente delle dinastie terminò bruscamente dopo la soppressione persiana della rivolta dei Satrapi, dopo la quale la Licia fu aggiunta al territorio degli Ecatomnidi Cariani. Edifici pomposi nella città bassa, come il Ptolemaion ellenistico e il cenotafio di Gaio Cesare, figlio adottivo di Augusto, deceduto nel 4 d. C. a Limira, testimoniano l'importanza dell'insediamento in epoche successive. Il teatro, un complesso termale, una porta e strade a colonnato illustrano la fioritura urbana di Limira durante l'era imperiale. 
La posizione di Limira come vescovato è illustrata dalla chiesa episcopale e da altri edifici di culto cristiani. Limira tuttora rimane una sede titolare della Chiesa cattolica appartenente alla precedente provincia ecclesiastica di Licia.Testimoniano tempi tormentati nel periodo post-antico gli enormi anelli di cinta muraria della città a est e ovest. Con la Tekke di Kâfi-Baba, il più antico monastero dei Bektashi sulla costa meridionale turca, fondata nel XVI secolo, Limira possiede anche un importante monumento della storia islamica.
Circa 3.2 km a est delle rovine della città si trova il mal noto ponte romano di Limira. La struttura in cattivo stato è uno dei ponti a arco segmentati più antichi al mondo. È lungo 360 metri e poggia su un totale di 26 archi segmentati.